# Nokia E6
O Nokia E6-00 é um smartphone produzido pela Nokia no terceiro trimestre de 2011, é baseado no sistema operacional Symbian^3 atualizável até a versão Nokia Belle. O smartphone é notável pela sua backlit de 4 linhas, teclado QWERTY e tela  multitoque de tela capacitiva, por sua longa duração de bateria, o acesso out-of-the-box para Microsoft Exchange ActiveSync, Microsoft Mobile Communicator e Microsoft SharePoint e a alta densidade de pixels de sua tela VGA (326ppi).
Como seus predecessores (Nokia E71/E72), o Nokia E6-00 integra um aço inoxidável e design de vidro. A tampa traseira removível, o painel criado para a câmera traseira, dual flash LED e alto-falante e do contorno da frente são feitos de aço inoxidável. A frente do telefone (exceto o teclado QWERTY, botões de atalho e Navikey) é coberta com Gorilla Glass®.
Seu invólucro tem três opções de cores (preto, prata e branco).

## História e disponibilidade
É o sucessor do E5 que não possui tela touch e roda o sistema mais antigo o S60 3h edição, e precede o E7 mas lançado um trimestre antes com uma tela bem maior e teclado semelhante ao N97 mini.
Os primeiros sinais de que o Nokia E6-00 estava sendo desenvolvido veio no início de janeiro de 2011, a partir de um XML da Nokia e imagens de um álbum do Picasa com as fotos tiradas com o dispositivo. Várias informações poderão ser obtidas a partir do XML tais como a câmera de 8 MP, display VGA e teclado QWERTY. O dispositivo não foi anunciado oficialmente durante o Mobile World Congress realizado em Barcelona (14-17 fevereiro de 2011). Várias fotos e vídeos do Nokia E6-00 vazou durante os meses de fevereiro e março.
Foi oficialmente anunciado em um evento especial, chamado Descubra Symbian, em 12 de abril de 2011, juntamente com o Nokia X7 e a última atualização do software Symbian.

## Hardware

### Processadores
O Nokia E6-00 é equipado com o mesmo processador encontrado em outros dispositivos Symbian recentes, como o Nokia N8, E7 e C7, que é um ARM11 com clock de 680 MHz com uma BCM2727 Broadcom GPU que suporta OpenVG1.1 e OpenGL ES 2.0.

### Tela e Entradas
O Nokia E6-00 tem um milímetro 62,5 (na diagonal) touchscreen capacitivo com uma resolução de 640 × 480 pixels (VGA, 326 ppi). É capaz de exibir até 16,7 milhões de cores, o brilho da tela do E6-00 é "mais que o dobro do brilho do E72" (modelo semelhante da E series), quando medido em candelas. Há um sensor de proximidade que desliga a tela touch quando o dispositivo é colocado perto do rosto durante uma chamada. O Nokia E6 também suporta o protocolo PictBridge de forma que é possível imprimir diretamente a partir do telefone a uma impressora sem usar um computador para lidar com a transferência de dados entre eles.
A chave Navi óptica do E72 foi substituída por uma tecla Navi sobre o E6-00. Ela também tem um sensor de luz ambiente que ajusta o brilho da tela e ativa a luz de fundo do teclado. Um acelerômetro de 3 eixos está presente, mas não vai mudar a visualização para o modo retrato quando o dispositivo está virado de lado. Será, no entanto, tirar fotos em modo retrato e mostrar-lhes o caminho certo na galeria de fotos.
O dispositivo tem um autônomo GPS com a funcionalidade A-GPS opcional de posicionamento de rede, Wi-Fi e Cell-ID e vem pré-carregado com o Ovi Maps aplicação. Ovi Maps para Symbian^3 fornece: tempo de vida livre, curva a curva, carro orientada por voz e navegação pedestre. Se o mapa já está baixado para o dispositivo, Ovi Maps não exige uma conexão de dados ativa e pode funcionar como um stand alone navegador GPS. Para outros serviços, por exemplo, Google Maps, uma conexão de dados é necessária.
O Nokia E6 possui um alto-falante e dois microfones. O microfone na parte frontal do dispositivo recolhe vozes do usuário, outro microfone na parte de trás do dispositivo recolhe ruído ambiental para cancelamento de ruído ativo, o que faz a voz do usuário em mais clara barulhento som ambiente para a pessoa do outro lado da linha. (Cancelamento de ruído não está disponível quando se usa o alto-falante ou um fone de ouvido).

### Botões
Na parte da frente do dispositivo, há um teclado QWERTY, uma tecla chamar e uma de terminação, tecla menu, calendário e contatos, e teclas de atalho e-mail com recursos de toque curto e longo prazo e uma rolagem de 5 vias (Navi-chave). No topo, há o botão de energia/lock, no lado direito, há a barra de bloqueio/desbloqueio, que também liga a tocha (flash LED duplo da câmera). Acima desse botão, há três chaves:. Um volume baixo e de volume para cima, separados por uma chave de meio para ativar os comandos de voz (pressão longa) e o gravador de voz (toque curto). Quando o dispositivo está bloqueado, pressionando o Navi também trará um menu que permitem desbloquear o Nokia E6-00 a partir da tela de toque. O teclado QWERTY vem em uma variedade (24) versões de idioma, incluindo árabe, tailandês, russo e chinês.

### Áudio
O E6-00 tem um microfone e um alto-falante localizado na parte traseira do dispositivo. Um conector 3,5 mm TRRS que simultaneamente fornece saída de áudio estéreo e entrada de microfone ou qualquer saída de vídeo. PAL e NTSC TV-out é possível usando um Nokia Video Connectivity Cable (não incluído no ato da compra) ou um padrão TRRS -> 3x RCA cabo.
O Nokia E6-00 também é capaz de saída de áudio estéreo com o perfil A2DP. Built-in carro kits mãos-livres também são suportados com o perfil HFP. Transferência de arquivos é suportado (FTP), juntamente com o perfil de OPP para enviar/receber objetos. O perfil DUN que permite acesso à Internet a partir de um laptop, discando-se sobre um telefone móvel sem fio (tethering). Outros perfis também são suportados (BIP, GAP, GAVDP, GOEP, HSP, PBAP, SAP, SDP e SPP). O dispositivo tem um receptor FM 87,5-108 MHz (76-90 MHz no Japão) receptor FM com RDS.

### Câmera
A Câmera principal de 8 megapixel (3264 x 2448 px) tem uma profundidade de foco completo, com F/a 2,4 de abertura, dual LED flash, zoom digital 2X (3X no modo de vídeo) e oferece alta definição (720p, 16:9) vídeo gravação a 25 quadros/s ou 4:3 (VGA) a 30 quadros/s. A câmera frontal 0.3 megapixel é capaz de gravar vídeo (176 x 144 px a 15 quadros/s) para chamadas de vídeo.
Recursos da Câmera:
- Redução de olhos vermelhos
- Foco total
- Flash LED duplo
- Exposição Automática
- Temporizador
- Geotagging
- Editor de imagem
- Compensação da Exposição
- Flash Vermelho para redução de ruído da imagem.
- Visor de tela cheia
- Detecção de Rosto
- 2,4 de F/A (abertura)

### Bateria
- Modelo BP-4L
- Tempo de conversação (máximo): 	GSM 14h 48 min 	WCDMA 7h 30 min.
- Tempo em espera (máximo): 	GSM 681 horas 	WCDMA 744 horas
- Tempo de reprodução de vídeo (H.264 720 p, 30 fps, máximo): 9h
- Tempo de gravação de vídeo (H.264 720 p, 25 fps, máximo): 4,7 h
- Tempo de reprodução de música (modo off-line, máximo): 75 h

### Armazenamento
O Nokia E6-00 tem 8 GB de armazenamento interno, que pode ser expandida com um cartão microSDHC de até 32 GB de tamanho. Há 1 GB de ROM, dos quais 350 MB está disponível para o usuário para instalar aplicativos.

## Software

### Sistema Operacional
O sistema operacional do E6 é o Symbian^3 produzido pela Nokia e atualmente mantido pela Accenture, é a mais recente versão do sistema operacional Symbian lançado em maio de 2010, até hoje já foram lançadas duas atualizações do sistema, a primeira denominada Symbian Anna em maio de 2011 e em seguida Nokia Belle (anteriormente Symbian Belle) no dia 8 de fevereiro de 2012 ambas compatíveis com o Nokia E6.
A atualização mais recente da versão Nokia Belle foi lançada no dia 28 de agosto denominada Nokia Belle Refresh com um novo navegador com compatibilidade a HTML5 e outros recursos de aprimoramento para o E6-00.